# Kam (muziekinstrument)

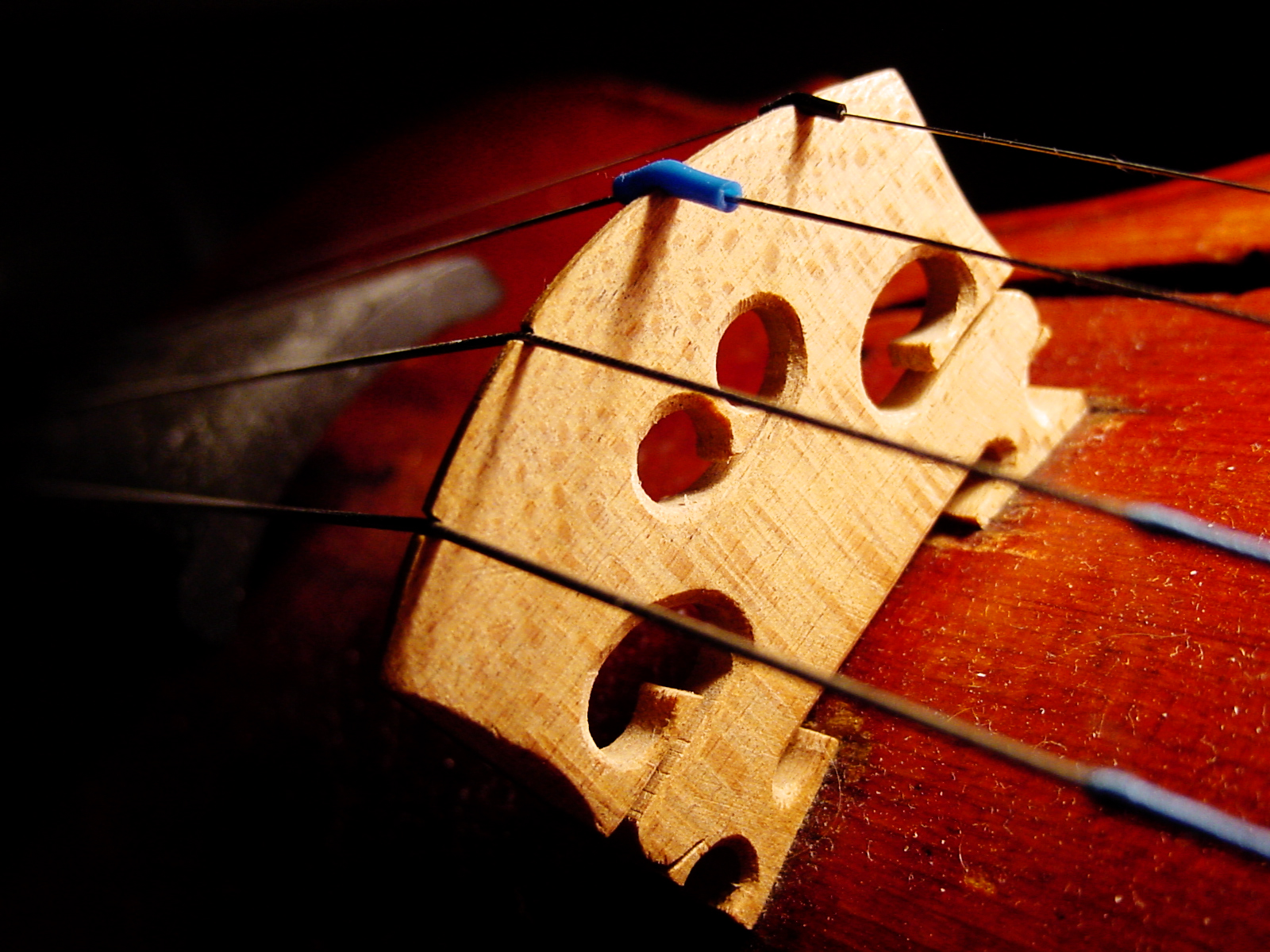
Kam en snaren van een viool

Bij een snaarinstrument worden de snaren gespannen tussen de kam (ook: zadel)  en de brug. Kleine groeven boven op de kam houden de snaren op hun plaats. De kam zorgt voor het overdragen van de trillingen van de snaren op het bovenblad van de klankkast.